# 카와카미 토모코
카와카미 토모코(川上 とも子, 1970년 4월 25일 ~ 2011년 6월 9일)는 일본의 성우이다. 본명은 한자 표기로 川上倫子이다. 1994년 메탈파이터♥미쿠에 출연하면서(역할은 남자아이) 데뷔하였다.

## 사망
2008년 8월경 컨디션 불량을 호소해 정밀 검사를 받았으나 병이 발견되어, 8월 16일에 입원해 8월 19일에 수술을 마쳤다. 그러나 2011년 6월 9일 오후 4시 45분 난소암으로 사망하였다. 향년 42세

## 출연작

### TV애니메이션
1994년
- 메탈파이터♥미쿠(역할불명)

1995년
- 환상게임(치리코)

1996년
- 기동전함 나데시코(아이, 우에무라 에리)
- 첫 인간 곤(피코)

1997년
- 대운동회(크리스 크리스토퍼)
- 소녀혁명 우테나(텐죠 우테나)

1999년
- 강철천사 쿠루미(키치죠지 에이코)
- 우주해적 미토의 대모험(미츠쿠니 미토)
- 천사가 될거야(노엘)
- 마술사 오펜 리벤지(리코리스)

2000년
- 학교괴담(미야노시타 사츠키)
- 더 파이팅(모리타 쿠미코)

2001년
- 히카루의 바둑(신도우 히카루)
- 작은 눈의 요정 슈가(슈가)
- 마법전사 리우이(미렐)
- 기동천사 엔젤릭 레이어(후지사키 마도카)

2002년
- 카논(쿠라타 사유리)
- 작은 눈의 요정 슈가(슈가)
- 베리베리 뮤우뮤우(우에무라 아야노)
- 록맨 에그제(왕녀 프라이드)

2003년
- 기동천사 엔젤릭 레이어(후지사키 마도카)
- 크르노 크루세이드(로제트 크리스토퍼, 막달레나)
- 디지캐럿뇨(꼬마 아카리, 카레이다)
- 나루에의 세계(텐도 란)

2004년
- 우타∽카타(타키가와 사츠키)
- 엘펜리트(메리코)
- 케로로 중사 (히나타 후유키(초대))
- 선생님의 시간(코바야시 아카네)
- 블리치 (소이 퐁)
- 우에키의 법칙  (모리 아이)

2005년
- AIR(카미오 미스즈)
- ARIA The ANIMATION(아테나 글로리, 안제 글로리)
- 가이킹(루루)
- 극상학생회(신디 마나베)

2006년
- 오란고교 호스트부 (쿠레다케)
- ARIA The NATURAL(아테나 글로리)
- 카논 리메이크(쿠라타 사유리)
- 사상 최강의 제자 켄이치(후린지 미우)

2007년
- 클라나드(수수께끼의 소녀)
- 노다메 칸타빌레(프리링, 엘리제)
- 바람의 소녀 에밀리(에밀리)
- DARKER THAN BLACK -검은 계약자- (앰버)
- 명탐정 코난

2008년
- ARIA The ORIGINATION(아테나 글로리)

2009년
- DARKER THAN BLACK -유성의 제미니- (앰버) ※제9 화

2010년
- 노다메 칸타빌레 피날레 (프리링, 엘리제) ※사실상의 유작
- 머나먼 시공 속에서 끝없는 운명 (카스가 노조미)

### OVA
1997년
- 대운동회 OVA(크리스 크리스토퍼)
- 동창회 Yesterday Once More(사에키 카나코)
- 유작(아카가와 리카)

2001년
- 유작~Respect(아카가와 리카)

2002년
- 머나먼 시공 속에서 자양화의 꿈(모토미야 아카네)

2003년
- 머나먼 시공 속에서 2 백룡의 무녀(타카쿠라 카린)

2004년
- 선생님의 시간 GOLD(고바야시 아카네)
- 케로로 군조(히나타 후유키)

2007년
- ARIA The OVA ~ARIETTA~(아테나 글로리)

### 극장판
1998년
- 기동전함 나데시코 The Prince of Darkness(우에무라 에리)

1999년
- 소녀혁명 우테나 Adolescence 묵시록(텐죠 우테나)

2005년
- 극장판 AIR(카미오 미스즈)

2006년
- 머나먼 시공 속에서 - 무일야(모토미야 아카네)

### 게임
1996년
- 노노무라 병원 사람들 (SS판, Win95판) (시마키 카나)

1997년
- 유작 (아카가와 리카)
- 이 세상의 끝에서 사랑을 노래하는 소녀 YU-NO (쿤쿤)

1998년
- 보칸이에요 (아마맨)
- 레이디언트 실버건 (레아나)
- 랑그릿사V ~The End of Legend~ (클라렛)
- 계절을 안고서 (웨이트레스)
- 소년탐정 김전일3 청룡 전설 살인 사건 (키타가와 마리)
- 파네키트 (튜토리얼 나레이터)
- 두근두근 프리티 리그 열혈 소녀 청춘기 (칸다 사유리)
- 셴무 (아이린 M 에델와이스)

1999년
- 트루 러브 스토리 (나나세 카스미)
- 디바이스 레인 (나시로 히토미)
- ONE ~빛나는 계절로~ PS판 (히로세 마키)
- 리모드 콘트롤 댄디 (레나 카미가와)
- 아란드라2 마진화의 수수께끼 (루비)
- 레젠드 오브 드라군 (멜, 다미아)

2000년
- infinity (카와시마 유카)
- 카논 (쿠라타 사유리)
- 이터널 알카디아 (아이카 톰슨)
- 머나먼 시공 속에서 (모토미야 아카네)

2001년
- 바람의 크로노아2 ~세계가 바라고 있는 것~ (로로)
- 모기 (야마다 레나)
- 그로우랜서II (샤를로네 클라우디오스)
- AIR (카미오 미스즈)
- The King of Fighters 2001 (이진주(메이 리))

2002년
- 그란디아 익스트림 (루티나)
- 비스트로 큐피트 (선 플라워)
- 두근두근 메모리얼 Girl's Side (후지이 나츠미)
- 건그레이브 (浅葱ミカ)
- The King of Fighters 2002 (이진주(메이 리))
- 테일즈 오브 데스티니2 (나나리 프렛치)

2003년
- 샤먼킹 소울 파이트 (피리카)
- 댄싱 소드 -섬광- (클레어 루덴돌프)
- 모기2 렛츠 고 하와이 (야마다 레나)
- 학원 헤븐 BOY'S LOVE SCRAMBLE! (우미노 사토시)
- D→A:BLACK (카구라 나츠키)

2004년
- The King of Fighters NEOWAVE (이진주(메이 리))
- 샤먼킹 훈바리 스피릿 (피리카, 루드세브, 뮨차)
- 십이국기 -혁혁한 왕도 홍록의 우화- (란교쿠)
- 신혼합체 고단나!! (루나)
- 학원 헤븐 BOY'S LOVE SCRAMBLE! Type B (우미노 사토시)
- 케로로 중사 메로메로 배틀로얄 (히나타 후유키)
- 라쳇&크랑크3 돌격! 가라틱★레인저스 (사샤)
- 머나먼 시공 속에서3 (카스가 노조미)

2005년
- 테일즈 오브 더 월드 나리키리 던전3 (나나리 프렛치)
- 학원 헤븐 한 그릇 더! (우미노 사토시)
- HEAT THE SOUL (소이퐁)
- 블루 플로우 (유란 온리, 카탈리나 윌 알카익)
- 극상학생회 (신디 마나베)
- 머나먼 시공 속에서3 십육야기 (카스가 노조미)
- 케로로 중사 메로메로 배틀로얄Z (히나타 후유키)
- 테일즈 오브 디 어비스 (나나리 프렛치)

2006년
- BLEACH DS 창공에 달리는 운명 (소이퐁)
- 머나먼 시공 속에서3 운명의 미궁 (카스가 노조미)
- 레슬 엔젤스 서바이버 (후지와라 카즈미, 나카에 리나)
- ARIA The NATURAL ~먼 기억의 미라쥬~ (아테나 글로리)
- BLEACH ~블레이드 버틀러즈~ (소이퐁)
- 테일즈 오브 더 월드 레디언트 마이솔로지 (나나리 프렛치)

2007년
- 두근두근 메모리얼 Girl's Side 1st Love (후지이 나츠미)
- SD건담 GGENERATION SPIRITS (기기 안달시아, 레이첼 런샘)
- 스윙골프 팡야 2nd 샷! (카디에, 티키)

2008년
- 대난투 스매시브라더스 X (후시기소우)
- 초 극장판 케로로 중사3 천공 대작전입니다! (히나타 후유키)
- 머나먼 시공 속에서4 (아시하라 치히로)
- ARIA The ORIGINATION ~푸른 혹성의 엘시에로~ (아테나 글로리)

### CD

#### 드라마CD
- ARIA 시리즈(아테나 글로리)

ARIA The ANIMATION Drama CD I - BLUE
ARIA The ANIMATION Drama CD III - ORANGE
ARIA The NATURAL Drama CD I
ARIA The NATURAL Drama CD II